# فلكس بوكس
فلكس بوكس (بالإنجليزية: Fluxbox)‏ هو مدير نوافذ إكس مبني على بلاك بوكس Blackbox لأنظمة تشغيل يونكس. يهدف إلى أن يكون خفيف الحجم وقابلًا للتخصيص، ويملك حدًّا أدنى لدعم الأيقونات الرسومية. واجهة فلكس بوكس الرسومية تحتوي فقط على شريط مهام وقائمة يمكن الوصول إليها عن طريق الضغط على زر الفأرة الأيمن على سطح المكتب. جميع التعديلات الأساسية يتم التحكم بها من خلال ملفات نصية.
فلكس بوكس بإمكانه عرض بعض التأثيرات المحببة للعين مثل الألوان والتدرجات بالإضافة إلى بعض الخصائص الأساسية للمظهر التي يمكن التحكم فيها. بعض التحسينات يمكن الوصول إليها عن طريق استخدام آي ديك iDeck أو روكس ديسكتوب ROX Desktop. فلكس بوكس يحتوي على بعض الخصائص التي يفتقر إليها بلاك بوكس مثل النوافذ ذات الألسنة Tabbed Windows.
بسبب صغر تأثيره على الذاكرة وسرعته في التحميل، فهو شائع الاستخدام في الإسطوانات الحية LiveCD مثل نوبكس إس تي دي Knoppix STD وجي بارتيد GParted. وقد كان مدير النوافذ الافتراضي لدام سمول لينكس Damn Small Linux ولكن تم إستبداله بجي دبليو إم JWM ابتداءً من النسخة الرابعة. فلكس بونتو Fluxbuntu هي توزيعة أوبونتو مع فلكس بوكس بالإضافة إلى تطبيقات خفيفة الحجم، تم إطلاق التوزيعة في أكتوبر 2007.